# Tahalka
Pour plus de détails, voir Fiche technique et Distribution.
Tahalka est un film indien réalisé par Anil Sharma (en), sorti en 1992.

## Fiche technique
- Titre : Tahalka
- Réalisation :	Anil Sharma (en)
- Scénario : Anil Sharma (en), d'après une histoire de Bimla Sharma
- Dialogues : Shyam Goel
- Photographie : Anil Dhanda
- Montage : Om Prakash Makkar
- Musique : Anu Malik
- Direction artistique : A. Manzoor, Sachin Roy
- Costumes : Sabir Khan, Shivangini Sharma, Anna Singh
- Producteur : K.C. Sharma
- Producteurs exécutifs : Anuj Sharma, Sanjay Sharma
- Société de production : Shantketan Films
- Pays d'origine :  Inde
- Langue : Hindi
- Format : Couleurs — Son : Mono
- Genre : Film d'aventure, Film d'action, Thriller
- Durée : 168 minutes (2 h 48)
- Dates de sortie :
  -  Inde : 26 juin 1992

## Distribution
- Dharmendra : Major Dharam Singh
- Naseeruddin Shah : Capitaine Ranvir
- Amrish Puri : Général Dong
- Shammi Kapoor : Brigadier Kapoor
- Mukesh Khanna (en) : Major Krishna Rao
- Pallavi Joshi : Julie
- Aditya Pancholi : Capitaine Rakesh
- Ekta Sohini (en) : Capitaine Anju Sinha
- Javed Jaffrey (en) : Capitaine Javed
- Shikha Swaroop (en) : Intelligence Chief Cynthia
- Dilip Dhawan (en) : Capitaine Wilson D'Costa
- Sonu Walia (en) :  Jenny D' Costa
- Prem Chopra : Prince Kow
- Anil Sharma (en)Gulshan Grover : Orderly Allah Rakha
- Sudhir (en) : Dong's Right Hand
- Tom Alter	: Dong's army captainAntonio Rocc
- Bob Christo (en) : Dong's Henchman
- Dan Dhanoa (en) : Jelu (le frère de Julie)
- Jack Gaud (en) : Dong's Army Capt. Richard
- R.S. Mallik : Dong's Henchman
- Guddi Maruti : Salma
- Rajendra Nath : Lifeguard at swimming pool
- Parikshat Sahni (en) : Gen. Sinha
- Firdaus Dadi (en) : Dolly Rolly Grow up Twins Sister
- Ram Sethi (en)	: Laural